# Franca Scagnetti
Franca Scagnetti (Roma, 17 maggio 1924 – Roma, 1º novembre 1999) è stata un'attrice italiana, caratterista attiva principalmente come generica a partire dal 1970.

## Biografia
Iniziò ad apparire come figurante e comparsa intorno al 1970. Tra i primi film in cui la si vede 
è in Trastevere di Fausto Tozzi del (1971).
Le sue apparizioni in film come Lo scopone scientifico di Luigi Comencini (1972), Anche gli angeli mangiano fagioli di Enzo Barboni (1973), Suspiria di Dario Argento (1977), Casotto di Sergio Citti (1977), Vacanze di Natale di Carlo Vanzina (1983) e Pasolini, un delitto italiano di Marco Tullio Giordana (1995), ne fecero uno dei più noti fra il folto gruppo di caratteristi italiani attivi in quel periodo. Spesso le sue apparizioni erano di pochi secondi. 
Attiva anche in televisione, apparve anche in sceneggiati di successo, come I ragazzi della 3ª C (1987), Casa Vianello (1997), Le ragazze di Piazza di Spagna (1998) e Un medico in famiglia (1999).
Poco dopo aver partecipato al suo ultimo film, Regina Coeli di Nico D'Alessandria, Franca Scagnetti morì a Roma, all'età di settantacinque anni.

## Filmografia parziale

Franca Scagnetti in Pierino medico della S.A.U.B. (1981)

### Cinema
- Ehi amigo... sei morto!, regia di Paolo Bianchini (1970)
- Siamo tutti in libertà provvisoria, regia di Manlio Scarpelli (1971)
- In nome del popolo italiano, regia di Dino Risi (1971)
- I due assi del guantone, regia di Mariano Laurenti (1971)
- Trastevere, regia di Fausto Tozzi (1971)
- Cose di Cosa Nostra, regia di Steno (1971)
- I familiari delle vittime non saranno avvertiti, regia di Alberto De Martino (1972)
- Girolimoni, il mostro di Roma, regia di Damiano Damiani (1972)
- Lo scopone scientifico, regia di Luigi Comencini (1972)
- Meo Patacca, regia di Marcello Ciorciolini (1972)
- I pugni di Rocco, regia di Lorenzo Artale (1972)
- Il sindacalista, regia di Luciano Salce (1972)
- Senza famiglia, nullatenenti cercano affetto, regia di Vittorio Gassman (1972)
- Sessomatto, regia di Dino Risi (1973)
- Bisturi - La mafia bianca, regia di Luigi Zampa (1973)
- Number One, regia di Gianni Buffardi (1973)
- Anche gli angeli mangiano fagioli, regia di Enzo Barboni (1973)
- Ultimo tango a Zagarol, regia di Nando Cicero (1973)
- Polvere di stelle, regia di Alberto Sordi (1973)
- Bella, ricca, lieve difetto fisico, cerca anima gemella, regia di Nando Cicero (1973)
- Le scomunicate di San Valentino, regia di Sergio Grieco (1974)
- Permettete signora che ami vostra figlia?, regia di Gian Luigi Polidoro (1974)
- Fischia il sesso, regia di Gian Luigi Polidoro (1974)
- Abbasso tutti, viva noi, regia di Gino Mangini (1974)
- Piedino il questurino, regia di Franco Lo Cascio (1974)
- Bello come un arcangelo, regia di Alfredo Giannetti (1974)
- Il venditore di palloncini, regia di Mario Gariazzo (1974)
- Il bestione, regia di Sergio Corbucci (1974)
- La linea del fiume, regia di Aldo Scavarda (1975)
- Per le antiche scale, regia di Mauro Bolognini (1975)
- Ah sì?... E io lo dico a Zzzorro!, regia di Franco Lo Cascio (1975)
- Due cuori, una cappella, regia di Maurizio Lucidi (1975)
- Divina creatura, regia di Giuseppe Patroni Griffi (1975)
- La cognatina, regia di Sergio Bergonzelli (1975)
- Morte sospetta di una minorenne, regia di Sergio Martino (1975)
- Roma violenta, regia di Marino Girolami (1975)
- Vai gorilla, regia di Tonino Valerii (1975)
- Il comune senso del pudore, regia di Alberto Sordi (1976)
- Poliziotti violenti, regia di Michele Massimo Tarantini (1976)
- La dottoressa del distretto militare, regia di Nando Cicero (1976)
- Prima notte di nozze, regia di Corrado Prisco (1976)
- Sorbole... che romagnola, regia di Alfredo Rizzo (1976)
- Cuginetta... amore mio!, regia di Bruno Mattei (1976)
- Bruciati da cocente passione, regia di Giorgio Capitani (1976)
- L'adolescente, regia di Alfonso Brescia (1976)
- Febbre da cavallo, regia di Steno (1976)
- San sha ben tan xiao fu xing (Kidnap in Rome), regia di See-Yuen Ng (1976)
- Come una rosa al naso, regia di Franco Rossi (1976) – non accreditata
- Mala, amore e morte, regia di Tiziano Longo (1977)
- Il mostro, regia di Luigi Zampa (1977)
- Casotto, regia di Sergio Citti (1977)
- Taxi Girl, regia di Michele Massimo Tarantini (1977)
- Suspiria, regia di Dario Argento (1977)
- Pane, burro e marmellata, regia di Giorgio Capitani (1977)
- Per amore di Poppea, regia di Mariano Laurenti (1977)
- Avere vent'anni, regia di Fernando Di Leo (1978)
- Comincerà tutto un mattino: io donna tu donna, regia di Angelo Pannacciò (1978)
- Giallo napoletano, regia di Sergio Corbucci (1978)
- Aragosta a colazione, regia di Giorgio Capitani (1979)
- Tutti a squola, regia di Pier Francesco Pingitore (1979)
- Gardenia il giustiziere della mala, regia di Domenico Paolella (1979)
- L'imbranato, regia di Pier Francesco Pingitore (1979)
- Arrivano i gatti, regia di Carlo Vanzina (1980)
- Café Express, regia di Nanni Loy (1980)
- Mia moglie è una strega, regia di Castellano e Pipolo (1980)
- Una vacanza bestiale, regia di Carlo Vanzina (1980)
- Zucchero, miele e peperoncino, regia di Sergio Martino (1980)
- Pierino il fichissimo, regia di Alessandro Metz (1981)
- Una vacanza del cactus, regia di Mariano Laurenti (1981)
- Pierino medico della S.A.U.B., regia di Giuliano Carnimeo (1981)
- Monsignore, regia di Frank Perry (1982)
- Amici miei - Atto IIº, regia di Mario Monicelli (1982)
- Borotalco, regia di Carlo Verdone (1982)
- I figli... so' pezzi 'e core, regia di Alfonso Brescia (1982)
- W la foca, regia di Nando Cicero (1982)
- Vai avanti tu che mi vien da ridere, regia di Giorgio Capitani (1982)
- Pierino la peste alla riscossa!, regia di Umberto Lenzi (1982)
- Sapore di mare, regia di Carlo Vanzina (1983)
- Acqua e sapone, regia di Carlo Verdone (1983)
- Il tassinaro, regia di Alberto Sordi (1983)
- Sfrattato cerca casa equo canone, regia di Pier Francesco Pingitore (1983)
- Vacanze di Natale, regia di Carlo Vanzina (1983)
- I soliti ignoti vent'anni dopo, regia di Amanzio Todini (1985)
- Mamma Ebe, regia di Carlo Lizzani (1985)
- Colpo di fulmine, regia di Marco Risi (1985)
- Storia d'amore, regia di Citto Maselli (1986)
- Il Bi e il Ba, regia di Maurizio Nichetti (1986)
- Io e mia sorella, regia di Carlo Verdone (1987)
- Missione eroica - I pompieri 2, regia di Giorgio Capitani (1987)
- Casa mia, casa mia..., regia di Neri Parenti (1988)
- Le avventure del barone di Munchausen, regia di Terry Gilliam (1988)
- Ho vinto la lotteria di capodanno, regia di Neri Parenti (1989)
- Il segreto, regia di Citto Maselli (1990)
- Il male oscuro, regia di Mario Monicelli (1990)
- Occhio alla perestrojka, regia di Castellano e Pipolo (1990)
- Le comiche, regia di Neri Parenti (1990)
- Ricky & Barabba, regia di Christian De Sica (1992)
- Amami, regia di Bruno Colella (1992)
- Pasolini, un delitto italiano, regia di Marco Tullio Giordana (1995)
- Escoriandoli, regia di Flavia Mastrella, Antonio Rezza (1996)
- Giovani e belli, regia di Dino Risi (1996)
- L'odore della notte, regia di Claudio Caligari (1998)
- Regina Coeli, regia di Nico D'Alessandria (1999)
- Una vita non violenta, regia di David Emmer (1999)

### Televisione
- Le avventure di Pinocchio – miniserie TV (1972)
- L'inafferrabile Rainer (L'étrange monsieur Duvallier) – serie TV, episodio 1x04 (1979)
- I giochi del diavolo – miniserie TV, episodio 1x02 (1979)
- Fregoli – miniserie TV (1981)
- Quer pasticciaccio brutto de via Merulana, regia di Piero Schivazappa – miniserie TV (1983)
- Transport – serie TV, episodio 1x03 (1983)
- Buio nella valle, regia di Giuseppe Fina – miniserie TV (1984)
- Turno di notte – serie TV, episodio 1x02 (1987)
- I ragazzi della 3ª C – serie TV, episodi 1x07-1x08-3x04 (1987-1989)
- Un cane sciolto, regia di Giorgio Capitani – film TV (1990)
- La scalata, regia di Vittorio Sindoni – miniserie TV (1993)
- Quer pasticciaccio brutto de via Merulana, regia di Giuseppe Bertolucci – film TV (1996)
- Nuda proprietà vendesi, regia di Enrico Oldoini – film TV (1997)
- Le ragazze di Piazza di Spagna – serie TV (1998)
- Commesse – serie TV, episodi 1x03-1x04 (1999)
- Un medico in famiglia – serie TV, episodio 1x36 (1999)
- Casa Vianello – serie TV, episodio 7x10 (1998)
- Anni '60, regia di Carlo Vanzina – miniserie TV, episodio 2 (1999)
- Don Matteo – serie TV, episodio 1x08 (2000)